# Пойнт-Венчер (Техас)
Пойнт-Венчер (англ. Point Venture) — селище (англ. village) в США, в окрузі Тревіс штату Техас. Населення — 1260 осіб (2020).

## Географія
Пойнт-Венчер розташований за координатами 30°23′3″ пн. ш. 97°59′53″ зх. д. / 30.38417° пн. ш. 97.99806° зх. д. (30.384049, -97.998190).  За даними Бюро перепису населення США в 2010 році селище мало площу 4,85 км², з яких 2,20 км² — суходіл та 2,65 км² — водойми.

## Демографія
Згідно з переписом 2010 року, у селищі мешкало 800 осіб у 355 домогосподарствах у складі 254 родин. Густота населення становила 165 осіб/км².  Було 626 помешкань (129/км²).
Расовий склад населення:
| - 94,6 % — білих - 1,0 % — азіатів - 0,9 % — чорних або афроамериканців - 0,3 % — корінних американців - 2,1 % — осіб інших рас |

До двох чи більше рас належало 1,1 %. Частка іспаномовних становила 8,3 % від усіх жителів.
За віковим діапазоном населення розподілялося таким чином: 17,5 % — особи молодші 18 років, 61,2 % — особи у віці 18—64 років, 21,3 % — особи у віці 65 років та старші. Медіана віку мешканця становила 50,6 року. На 100 осіб жіночої статі у селищі припадало 106,2 чоловіків;  на 100 жінок у віці від 18 років та старших — 100,6 чоловіків також старших 18 років.
Середній дохід на одне домашнє господарство  становив 89 670 доларів США (медіана — 81 094), а середній дохід на одну сім'ю — 101 646 доларів (медіана — 85 417). Медіана доходів становила 67 500 доларів для чоловіків та 72 750 доларів для жінок. За межею бідності перебувало 7,3 % осіб, у тому числі 9,6 % дітей у віці до 18 років та 4,9 % осіб у віці 65 років та старших.
Цивільне працевлаштоване населення становило 424 особи. Основні галузі зайнятості: освіта, охорона здоров'я та соціальна допомога — 19,3 %, науковці, спеціалісти, менеджери — 10,8 %, виробництво — 9,7 %, роздрібна торгівля — 9,0 %.